# Implizites Lernen
Unter implizitem Lernen versteht man in der Psychologie die häufig unbewusste oder spielerische Aneignung von Fertigkeiten und Wissen beim Ausüben einer Tätigkeit. Kinder erlernen so beispielsweise eine Sprache oder soziales Verhalten. Im fortgeschrittenen Alter sind es vor allem motorische Fertigkeiten wie Radfahren oder prozedurale Fertigkeiten wie das Führen von Kundengesprächen, die implizit erlernt bzw. antrainiert werden.
Allgemein kann man sagen, dass Fertigkeiten meist implizit und Fakten meist explizit erlernt werden. Eine Ausnahme von dieser Regel bildet z. B. der Instrumentalunterricht, bei dem motorische Fertigkeiten explizit erlernt und geübt werden. Auf Mustervergleichen basierendes Wissen wird größtenteils implizit erlernt, selbst wenn man es teilweise anhand expliziter Formeln erklären könnte. Das Erkennen von Gesichtern oder das Beurteilen von komplexen Situationen sind Beispiele dafür. In der wissenschaftlichen Forschung spielen einerseits die Aufmerksamkeit bzw. ihr Fehlen eine wichtige Rolle sowie der Inhalt des Gelernten. Die wahrscheinlich erste Erwähnung von implizitem Lernen erfolgte 1967 durch Arthur S. Reber.
Durch Prozesse der Automatisierung kann ursprünglich explizites Wissen in implizites Wissen überführt werden – ein Beispiel ist das Autofahren, welches zunächst explizit erlernt wird, später jedoch vornehmlich als implizites Wissen vorliegt. Umgekehrt kann implizites Wissen durch Reflexion zumindest teilweise in explizierbares Wissen überführt werden.

## Experimentelle Paradigmen
Zur Untersuchung impliziten Lernens wurden eine Vielzahl experimenteller Paradigmen erstellt. Unbewusstes Lernen zeige sich demnach unter anderem bei der Steuerung komplexer Systeme, dem Sequenzlernen und dem Lernen versteckter Zusammenhänge (Kovarianzlernen) und künstlicher Grammatiken.

### Steuerung komplexer Systeme
Im Alltag werden Menschen häufig mit Problemen konfrontiert, die schwierig zu handhaben sind, da die zugrundeliegenden Mechanismen kompliziert und den Problemlösern nicht oder nur teilweise bekannt sind. Der Umgang von Probanden mit solchen Schwierigkeiten wurde in der Psychologie häufig durch Computersimulationen untersucht. So konnten sich beispielsweise in einem Experiment von Dietrich Dörner die Versuchspersonen darum bemühen, als Bürgermeister der fiktiven Kleinstadt „Lohhausen“ den Wohlstand der Bevölkerung zu erhalten. Ein weiteres bekanntes Experiment ist Steuerung der Produktionsmenge einer Zuckerfabrik. In letzterem Beispiel schloss sich der Testphase eine Befragung an, in der die Versuchspersonen die Möglichkeit hatten, ihr Wissen über die Produktionszusammenhänge zu verbalisieren. Vielen von ihnen war es nicht möglich, ihre im Experiment gewonnenen Fertigkeiten in Worte zu fassen.

### Erlernen künstlicher Grammatiken
Bei einer typischen Untersuchung erhalten die Versuchspersonen die Aufgabe, eine Folge von Buchstaben zu lernen. Diese Buchstabenfolge weist eine grammatikalische Struktur auf. Bei einem nachfolgenden Test sollen die Probanden dann entscheiden, ob eine bestimmte Buchstabenfolge gemäß dieser Struktur als grammatikalisch korrekt zu bezeichnen ist oder nicht.

### Sequenzlernaufgabe
Bei einer Sequenzlernaufgabe werden die Versuchspersonen gebeten, Buchstabenfolgen, die ohne ihr explizites Wissen einer festen Sequenz entsprechen, immer wieder durch das Drücken unterschiedlicher Tasten zu wiederholen. Als Maß für den Grad des impliziten Lernens dienen hier die Reaktionszeiten, welche für das Drücken der Tasten benötigt werden. Weiterhin kann geprüft werden, ob Versuchspersonen nach der Vorgabe einiger Anfangsbuchstaben in der Lage sind, die Reihe korrekt fortzusetzen.

### Kovariationslernen
Bei einem Versuch, der typisch für dieses Paradigma ist, werden den Versuchspersonen Stimuli präsentiert, deren Merkmale einer (den Versuchspersonen unbekannten) Regel gehorchen. Ein Beispiel hierfür ist das Experiment von Lewicki (Lewicki 1976), bei dem den Probanden Gesichter von unterschiedlichen Personen gezeigt wurden, die entweder mit dem Etikett „freundlich“ oder „intelligent“ versehen waren. Die Regel, welche den Versuchsteilnehmern nicht bekannt war, lautete beispielsweise: „Freundliche Personen haben einen kürzeren Haarschnitt als intelligente“. Das Lernen dieser Regel konnte dann durch einen Test, bei dem es darum ging, anderen Personen das Etikett „freundlich“ oder „intelligent“ zuzuordnen, gemessen werden.
Zur Sicherstellung von wissenschaftlichen Erkenntnissen wurde 1994 von Shanks & St. John die Einführung zweier wichtiger Kriterien gefordert: Ein Informationskriterium und ein Sensitivitätskriterium. Durch die Umsetzung des ersten Kriteriums soll sichergestellt werden, dass genau die gelernte Information für die gezeigte Leistung verantwortlich ist. Das zweite Kriterium fordert hingegen, dass ein Aufmerksamkeitstest gegenüber jedem bewussten Wissen sensitiv sein soll. Der Test zur Aufmerksamkeitüberprüfung soll also umfassend sein. Dies könnte durch gleichartige Tests bei der Abfrage der Leistung und Wahrnehmung erreicht werden. Sollten nun hier Unterschiede in der Leistung und Wahrnehmung auftreten, dann besteht eine recht hohe Wahrscheinlichkeit, dass implizit gelernt wurde.

## Praktische Anwendung
Auf John Dewey zurückzuführen ist die Demokratiebildung. Projektorientiertes Lernen nutzt dabei die Phänomene der Gruppendynamik. Neuere Formen, wie das implizite soziale Lernen, stützen sich auch auf Erkenntnisse der Neurodidaktik (Neurobiologie).
Ähnliche Synergien nutzt der moderne Fremdsprachenunterricht. Vokabeln und Grammatik werden dabei nicht mehr linear auswendig gelernt (memoriert), sondern durch Anwendung in Gesprächen und Texten implizit gelernt.

## Verhältnis zum Begriff des inzidentellen Lernens
Im Zusammenhang mit dem impliziten Lernen wird häufig auch das inzidentelle Lernen genannt. Overwien (2002) verwendet beide Begriffe synonym und ist der Ansicht, dass sie „zwar verschiedenen theoretischen Zusammenhängen [entstammten], aber identische Sachverhalte“ bezeichneten (S. 18). Arnold (2016) verwendet den Begriff „implizites Lernen“ – in Anlehnung an Polanyis (1967) Begrifflichkeit des stillschweigenden Wissens („tacit knowledge“) und das „en passant“-Lernen nach Reischmann (1995) – grundsätzlich bedeutungsgleich zu der Definition eines unbewussten, nicht-intentionalen Lernens.